# NGC 171
NGC 171 (NGC 175) é uma galáxia espiral barrada (SBab) localizada na direcção da constelação de Cetus. Possui uma declinação de -19° 56' 04" e uma ascensão recta de 0 horas, 37 minutos e 21,5 segundos.
A galáxia NGC 171 foi descoberta em 20 de Outubro de 1784 por William Herschel.